# Joseph Holbrooke
Joseph Charles Holbrooke, född 5 juli 1878 i Croydon, London (i dåvarande Surrey), död 5 augusti 1958 i London, var en brittisk tonsättare, pianist och dirigent.
Holbrooke skrev en lång rad arbeten i nyromantisk stil, bland annat operatrilogin The Cauldron of Anwyn, Pierrot and Pierrette samt The Enchanter samt därutöver en del körverk, orkesterverk (variationer, symfonier, sviter), konserter (violinkonsert, saxofonkonsert) och kammarmusik.